# David Diamond (Journalist)
David Diamond (* um 1951) ist ein US-amerikanischer Journalist.
Er schrieb regelmäßig für die New York Times, Business Week und Wired und wurde durch das Buch Just for Fun – Wie ein Freak die Computerwelt revolutionierte bekannt, das er zusammen mit Linus Torvalds über die Entwicklung von dessen Betriebssystem Linux schrieb und das 2001 veröffentlicht wurde. Torvalds und Diamond gelten als gute Freunde.
2005 war Diamond Executive Editor des Red Herring Magazine und lebte mit seiner Frau und seiner Tochter in Kentfield, Kalifornien.

## Publikationen
- Just for Fun: The Story of an Accidental Revolutionary, zus. mit Linus Torvalds, Harper Business
- The New Normal, zus. mit Roger McNamee, Penguin Group, 2004
- Annie Duke, zus. mit Annie Duke, Penguin Group, 2005